# 亨利·克耶
亨利·克耶（法語：Henri Queuille，法語發音：[ɑ̃ʁi kœj]；1884年3月31日—1970年6月15日），法国激进党政治家，在第三和第四共和国多次担任政府部长。二战后，他曾三次担任法国总理。其母是贵族。

## 政府

### 第一届 (1948年9月11日- 1949年10月28日)
- 亨利·克耶 – 部长会议主席兼财政和经济事务部长
- 安德烈·马里 – 部长会议副主席兼司法部长
- 罗伯特·舒曼 – 外交部长
- 保罗·拉马迪埃 – 国防部长
- 朱尔·莫克（Jules Moch） – 内政部长
- 罗贝尔·拉科斯特（Robert Lacoste） – 商务和工业部长
- 达尼埃尔·梅耶（Daniel Mayer） – 劳动和社会保障部长
- 安德烈·科兰（André Colin） – 商船部长
- 伊冯·德尔博斯（Yvon Delbos） – 国家教育部长
- 罗贝尔·贝托洛德（Robert Bétolaud） – 二战老兵和战争受害者部长
- 皮埃尔·弗林姆兰 – 农业部长
- 保罗·科斯塔-弗洛雷（Paul Coste-Floret） – 海外法国部长
- 克里斯蒂安·皮诺（Christian Pineau） – 公共工程、交通和旅游部长
- 皮埃尔·施奈特（Pierre Schneiter） – 公共卫生和人口部长
- 欧仁·克洛迪乌-佩蒂（Eugène Claudius-Petit） – 重建和城镇规划部长

更换:
- 1949年1月12日 – 莫里斯·佩切（Maurice Petsche）接替克耶任财政和经济事务部长。
- 1949年2月13日 – 罗贝尔·勒库尔（Robert Lecourt）接替马里任部长会议副主席兼司法部长。

### 第二届 (1950年7月2日 – 12日)
- 亨利·克耶 – 部长会议主席兼内政部长
- 乔治·皮杜尔 – 部长会议副主席
- 罗伯特·舒曼 – 外交部长
- 勒内·普利文 – 国防部长
- 莫里斯·佩切 – 财政和经济事务部长
- 埃德加·富尔 – 预算部长
- 让-马里·洛维尔（Jean-Marie Louvel） – 商务和工业部长
- 保罗·巴孔（Paul Bacon） – 劳动和社会保障部长
- 勒内·梅耶 – 司法部长
- 莱昂内尔·德·坦居伊(Lionel de Tinguy) – 商船部长
- 安德烈·莫里斯（André Morice） – 国家教育部长
- 路易·雅基诺（Louis Jacquinot） – 二战老兵和战争受害者部长
- 皮埃尔·弗林姆兰 – 农业部长
- 保罗·科斯塔-弗洛雷 – 海外法国部长
- 莫里斯·布尔热-莫努里（Maurice Bourgès-Maunoury） – 公共工程、交通和旅游部长
- 皮埃尔·施奈特（Pierre Schneiter） – 公共卫生和人口部长
- 欧仁·克洛迪乌-佩蒂 – 重建和城镇规划部长
- 夏尔·布鲁内（Charles Brune） – 邮政部长
- 让·莱图尔诺（Jean Letourneau） – 资讯部长
- 保罗·贾科比（Paul Giacobbi） – 公务员和行政改革部长
- 保罗·雷诺 – 合作伙伴关系和远东地区部长

### 第三届 (1951年3月10日- 8月11日)
- 亨利·克耶 – 部长会议主席兼内政部长
- 居伊·摩勒 – 部长会议副主席兼欧洲事务部长
- 勒内·普利文 – 部长会议副主席
- 乔治·皮杜尔 – 部长会议副主席
- 罗伯特·舒曼 – 外交部长
- 朱尔·莫克 – 国防部长
- 莫里斯·佩切 – 财政和经济事务部长
- 埃德加·富尔 – 预算部长
- 让-马里·洛维尔 – 商务和工业部长
- 保罗·巴孔 – 劳动和社会保障部长
- 勒内·梅耶 – 司法部长
- 加斯东·德费尔（Gaston Defferre） – 商船部长
- 皮埃尔-奥利维尔·拉皮埃（Pierre-Olivier Lapie） – 国家教育部长
- 路易·雅基诺 – 二战老兵和战争受害者部长
- 皮埃尔·弗林姆兰 – 农业部长
- 弗朗索瓦·密特朗 – 法国海外部长
- 安托万·比内 – 公共工程、交通和旅游部长
- 皮埃尔·施奈特 – 公共卫生和人口部长
- 欧仁·克洛迪乌-佩蒂 – 重建和城镇规划部长
- 夏尔·布鲁内 – 邮政部长
- 阿尔贝·加齐耶（Albert Gazier） – 资讯部长
- 让·莱图尔诺（Jean Letourneau） – 夥伴国家关系部长

| 官衔                                | 官衔                          | 官衔                                    |
| ----------------------------------- | ----------------------------- | --------------------------------------- |
| 前任： 约瑟夫·卡普（Capus）         | 农业部长 1924–1925            | 繼任： 让·杜朗                          |
| 前任： 弗朗索瓦·比内                | 农业部长 1926–1928            | 繼任： 让·亨内西（Jean Hennessy）       |
| 前任： 让·亨内西                    | 农业部长 1930                 | 繼任： 费尔南·戴维                      |
| 前任： 德西雷·费里                  | 卫生部长 1930–1931            | 繼任： 卡米勒·布拉伊索（Blaisot）       |
| 前任： 路易·罗兰                    | 邮政、电报和电话部长 1932     | 繼任： 洛朗·埃纳克                      |
| 前任： 阿贝尔·加尔代（Abel Gardey） | 农业部长 1932–1934            | 繼任： 埃米勒·卡塞                      |
| 前任： 路易·马朗                    | 卫生和物理教育部长 1934–1935  | 繼任： 路易·拉丰                        |
| 前任： 阿尔贝·贝杜斯                | 公共工程部长 1937–1938        | 繼任： 朱尔·莫克                        |
| 前任： 乔治·蒙内                    | 农业部长 1938–1940            | 繼任： 保罗·泰利耶(Thellier)            |
| 前任： (无)                         | 法国供应部长 1940             | 繼任： 阿尔贝·希舍里（Albert Chichery） |
| 前任： (无)                         | 国务部长 1948                 | 繼任： (无)                             |
| 前任： 克里斯蒂安·皮诺              | 公共工程、交通和旅游部长 1948 | 繼任： 克里斯蒂安·皮诺                  |
| 前任： 罗伯特·舒曼                  | 法国总理 1948–1949            | 繼任： 乔治·皮杜尔                      |
| 前任： 克里斯蒂安·皮诺              | 财政和经济事务部长 1948–1949  | 繼任： 莫里斯·佩切                      |
| 前任： 罗贝尔·勒库尔                | 法国副总理 1949–1950          | 繼任： 乔治·皮杜尔                      |
| 前任： 乔治·皮杜尔                  | 法国总理 1950                 | 繼任： 勒内·普利文                      |
| 前任： 朱尔·莫克                    | 法国内政部长 1950–1951        | 繼任： 夏尔·布鲁内                      |
| 前任： 勒内·普利文                  | 法国总理 1951                 | 繼任： 勒内·普利文                      |
| 前任： (无)                         | 国务部长 1951–1952            | 繼任： 弗朗索瓦·密特朗                  |
| 前任： 勒内·梅耶                    | 法国副总理 1952–1954          | 繼任： (无)                             |